# Richard Harding Davis
Richard Harding Davis (Filadélfia, 18 de abril de 1864 — Nova Iorque, 11 de abril de 1916) foi um popular e famoso escritor e jornalista estadunidense. Cobriu a Guerra Hispano-Americana, a Segunda Guerra dos Bôeres e a Primeira Guerra Mundial. Trabalhou, entre outras mídias, para o The Times. Seus escritos ajudaram muito a carreira política de Theodore Roosevelt. Ele também desempenhou um papel importante na evolução da revista americana. Sua influência se estendeu ao mundo da moda, e ele é creditado por tornar o visual barbeado popular entre os homens na virada do século XX.

## Lista parcial de obras
- Stories for Boys (1891)

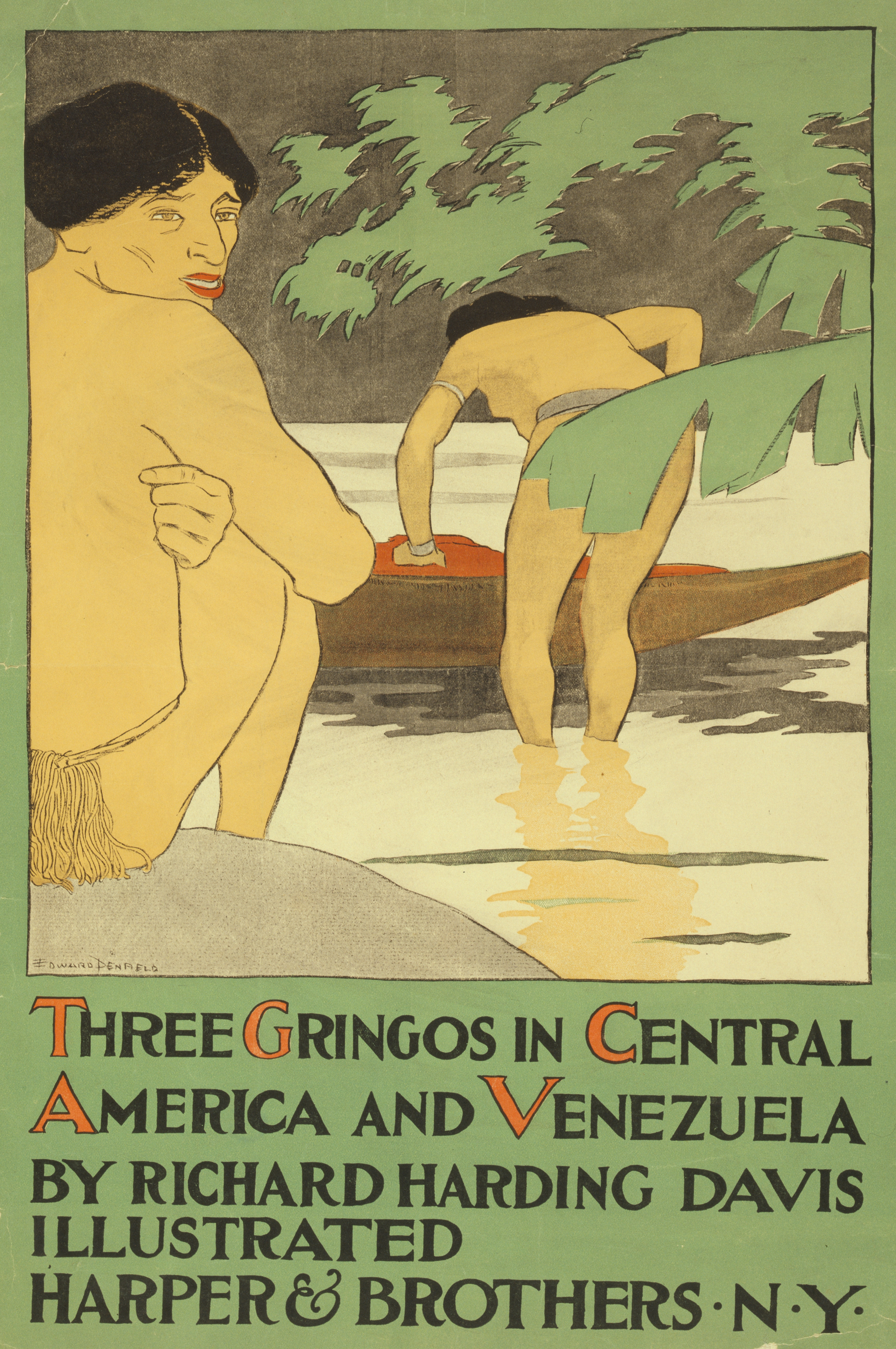
Three Gringos in Central America and Venezuela: cartaz de Edward Penfield

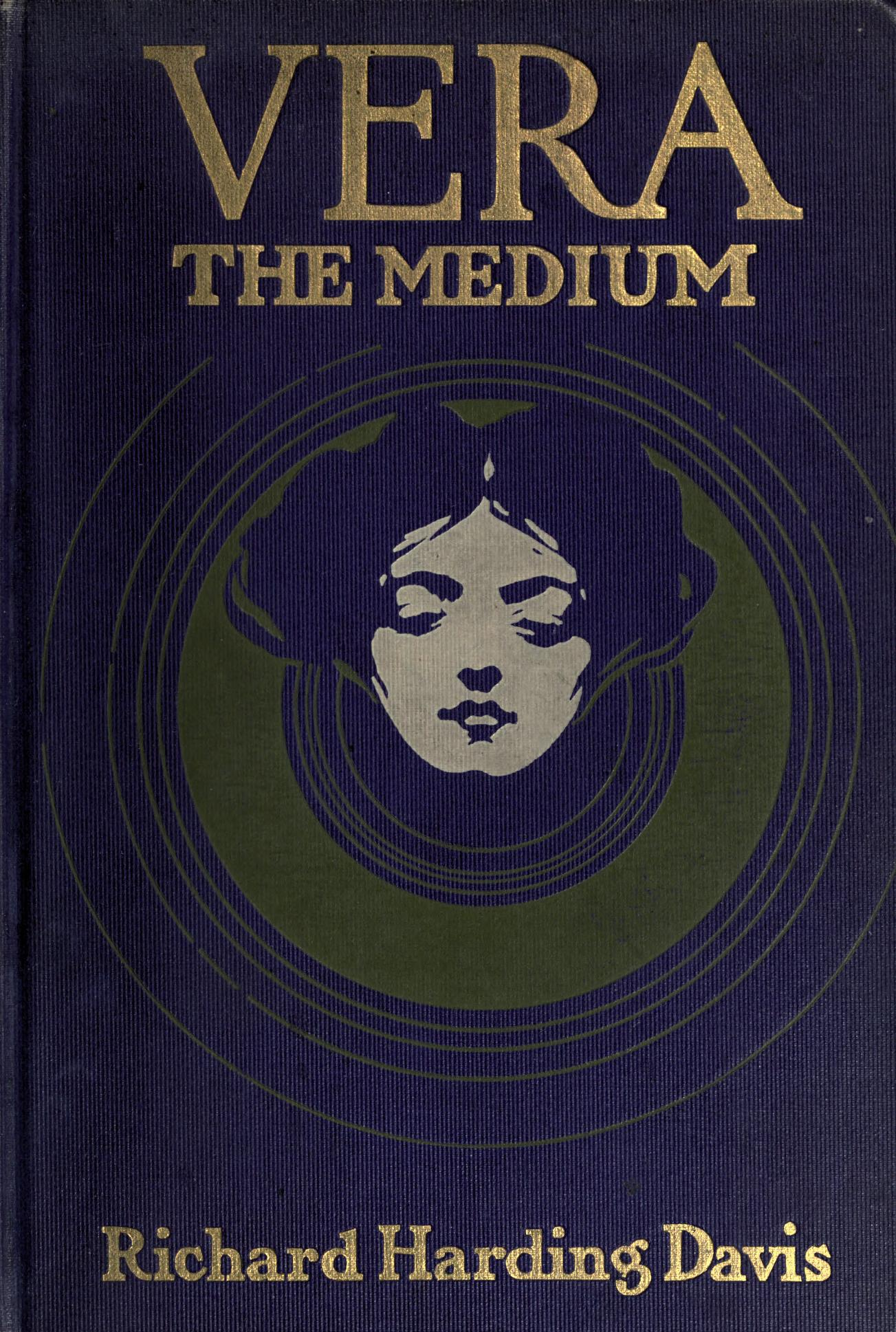
Capa da primeira edição de Vera the Medium, 1908

- Cinderella and Other Stories (1891)
- Gallegher, and Other Stories (1891)
- The West from a Car Window (1892)
- Van Bibber and Others (1892)
- The Rulers of the Mediterranean (1893)
- The Exiles, and Other Stories (1894)
- Our English Cousins (1894)
- About Paris (1895)
- The Princess Aline (1895)
- Three Gringos in Central America and Venezuela (1896)
- Soldiers of Fortune (1897)
- Cuba in War Time (1897)
- Dr. Jameson's Raiders vs. the Johannesburg Reformers (1897)
- A Year From a Reporter's Note-Book (1898)
- The King's Jackal (1898)
- The Cuban & Porto Rican Campaigns (1899)
- The Lion and the Unicorn (1899)
- With Both Armies (1900), na Segunda Guerra Boer
- Ranson's Folly (1902)[3]
- Captain Macklin: His Memoirs (1902)
- The Bar Sinister (1903)
- Real Soldiers of Fortune (1906) – uma biografia inicial de Winston Churchill (1874-1965), Major Frederick Russell Burnham, DSO, (1861-1947), Chefe dos Escoteiros, General Henry Douglas McIver (1841-1907), James Harden- Hickey (1854–1898), Capitão Philo McGiffen (1860–1897), William Walker (1824–1860)
- The Congo and coasts of Africa (1907)
- The Scarlet Car (1906)
- Vera, the Medium (1908)
- The White Mice (1909)
- Once Upon A Time  (1910)
- Notes of a War Correspondent (1910)
- The Nature Faker (1910)
- The Red Cross Girl (1912)
- The Lost Road and Other Stories (1913)
- Peace Manoeuvres; a Play in One Act (1914)
- The Boy Scout (1914)
- With the Allies (1914)
- With the French in France and Salonika (1916)
- The Man Who Could Not Lose (1916)
- The Deserter (1917)